# Distrikt San Juan del Oro
Der Distrikt San Juan del Oro liegt in der Provinz Sandia in der Region Puno in Südost-Peru. Der Distrikt wurde am 7. November 1955 gegründet. Er hat eine Fläche von 202 km². Beim Zensus 2017 wurden 4055 Einwohner gezählt. Im Jahr 1993 lag die Einwohnerzahl bei 11.978, im Jahr 2007 bei 9828. Verwaltungssitz des Distriktes ist die 1320 m hoch gelegene Ortschaft San Juan del Oro mit 1671 Einwohnern (Stand 2017). San Juan del Oro liegt in der peruanischen Ostkordillere, 35 km ostnordöstlich der Provinzhauptstadt Sandia. San Juan del Oro liegt am Oberlauf des Río Tambopata. Talaufwärts liegt Yanahuaya, talabwärts Putina Punco.

## Geographische Lage
Der Distrikt San Juan del Oro liegt in der peruanischen Ostkordillere im Südosten der Provinz Sandia. Der Río Tambopata durchfließt den Distrikt in nordöstlicher Richtung.
Der Distrikt San Juan del Oro grenzt im Süden an den Distrikt Yanahuaya, im Westen und Nordwesten an den Distrikt Alto Inambari sowie im Norden und Nordosten an den Distrikt San Pedro de Putina Punco. Im äußersten Osten grenzt der Distrikt an die bolivianische Provinz Franz Tamayo.